# 원숭이 셀카

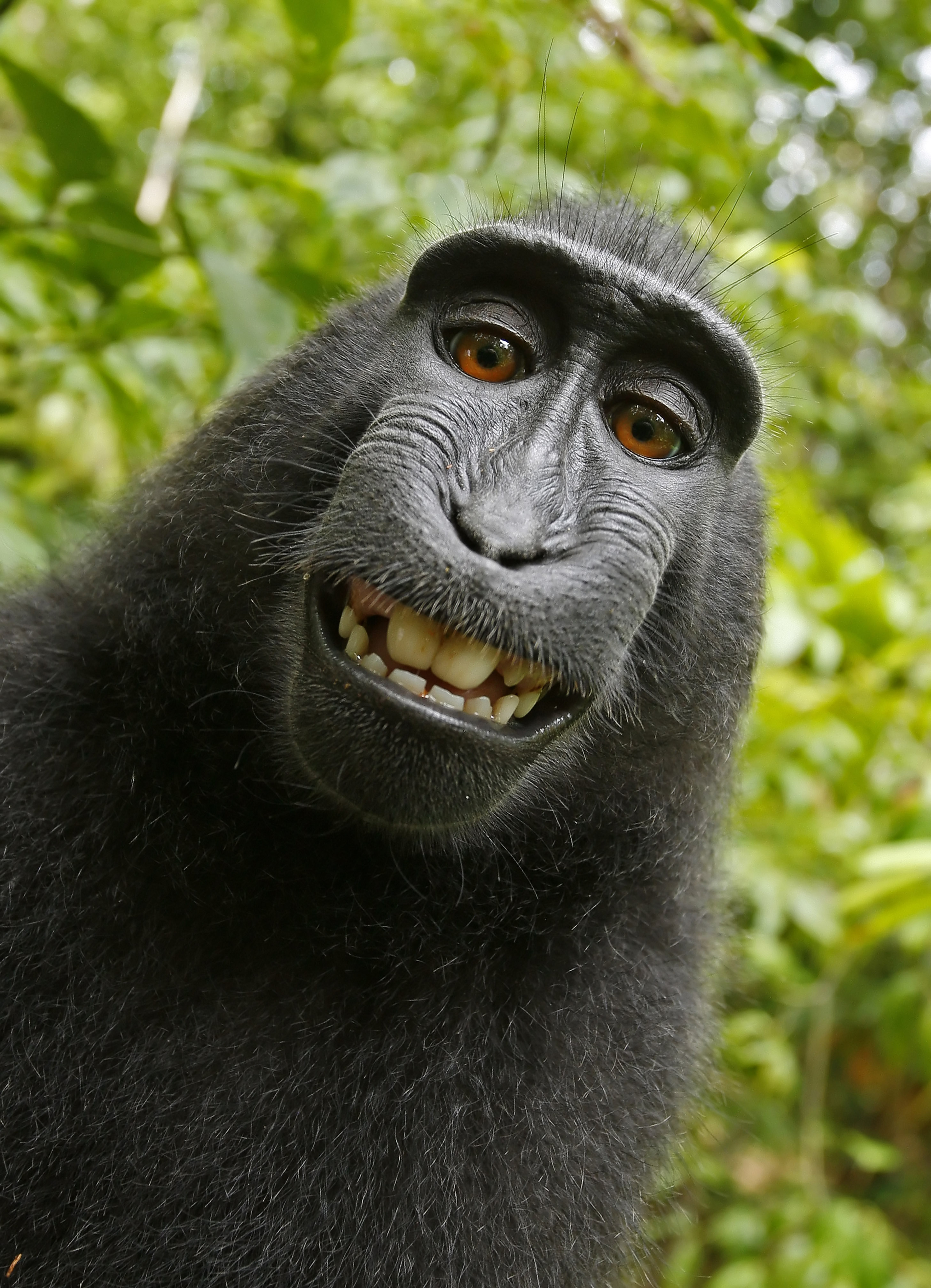

원숭이 셀카는 셀레베스도가머리마카크 원숭이가 찍은 셀카다. 영국 국적의 사진가는 원숭이 사진을 찍으러 술라웨시섬에 갔다가 원숭이의 습격을 당해 카메라를 뺏겼는데, 원숭이가 찍은 셀카를 몇 장 건졌다.
작가는 원숭이 셀카를 비싼 값에 팔려고 했지만 보도가 되자마자 위키미디어 공용에 올라와 돈을 벌지 못하게 되었다. 위키미디어 재단은 미국, 영국법상 저작권은 인간의 창작물만 보호하여 동물의 작품은 퍼블릭 도메인이라며 사진가의 요구를 거절하였다. 위키미디어 공용의 삭제토론에선 인도네시아 법상으로도 그러하다며 유지로 삭제토론을 닫았다.

## 같이 보기
- 동물의 작품